# Purley
Purley är en ort i Storbritannien.   Den ligger i grevskapet Greater London och riksdelen England, i den södra delen av landet, 19 km söder om huvudstaden London. Purley ligger 97 meter över havet och antalet invånare är 72 000.
Terrängen runt Purley är lite kuperad. Runt Purley är det tätbefolkat, med 319 invånare per kvadratkilometer. Närmaste större samhälle är London, 19,1 km norr om Purley. Trakten runt Purley består i huvudsak av gräsmarker.